# Morchellaceae
Morchellaceae Rchb. [as 'as Morchellini], Pflanzenreich (Leipzig): 2 (1834).
Morchellaceae è una famiglia di funghi ascomiceti appartenente all'ordine Pezizales.
Vi appartengono funghi epigei, con gambo ben sviluppato e cappello alveolato (mitria), cioè come l'alveare delle api o come una spugna. Le specie di questa famiglia fruttificano principalmente in primavera.

## Generi diMorchellaceae
Il genere tipo è Morchella Dill. ex Pers., altri generi inclusi sono:
- Disciotis
- Fischerula
- Leucangium
- Mitrophora
- Verpa (Ptychoverpa)

## Galleria d'immagini

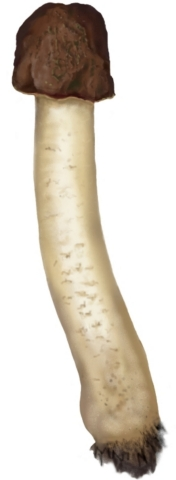
Verpa conica